# Квинт Акуций Нерва
Квинт Акуций Нерва (на латински: Quintus Acutius Nerva) e сенатор на Римската империя през 1 и 2 век.
През юли и август 100 г. той е суфектконсул заедно с Луций Фабий Туск. През 101/102 г. е легат (legatus Augusti pro praetore) на Долна Германия.